# 德胜镇 (河池市)
德胜镇，是中华人民共和国广西壮族自治区河池市宜州区下辖的一个乡镇级行政单位。

## 行政区划
德胜镇下辖以下地区：
德胜社区、楞（同音）底村、赛平村、榄树村、加隆村、立新村、磨甲村、地罗村、都街村、上坪村、新惠村、乾合村、加保村、竹仓村、拉林村、弄相村、都围村、围道村和大邦村。